# المدرسة الأمريكية الدولية في هونغ كونغ
المدرسة الأمريكية الدولية في هونغ كونغ هي مدرسة دولية خاصة تقع في هونغ كونغ، الصين.

## الروابط الخارجية
1. 1 2  AIS Profile | American International School نسخة محفوظة 03 أغسطس 2017 على موقع واي باك مشين.

- American International School Official website